# Православие в Монако

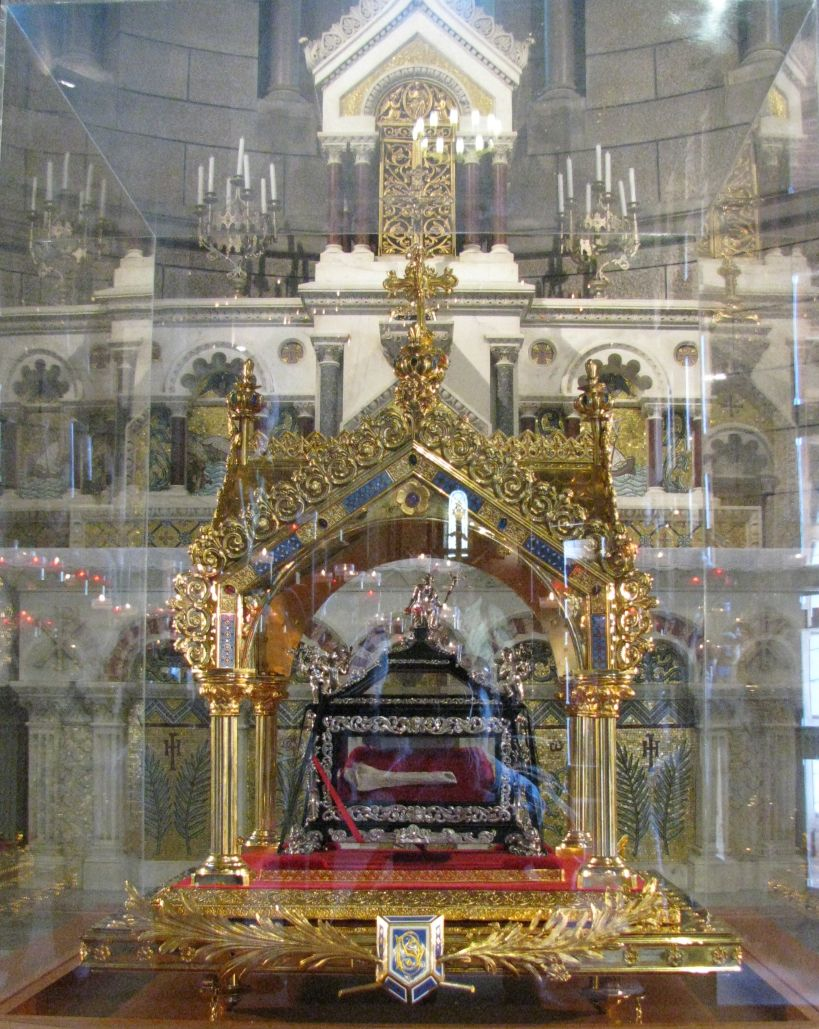
Св. Девота не включена в православный месяцеслов, но некоторые верующие не сомневаются в её святости

90 % жителей Монако — католики. Вместе с тем от русских эмигрантов им известно и о православии. Ежегодно гостиница «Отель де Пари» и «Общество купания в море» празднуют Рождество по старому стилю. В 2009 году князь Альбер II тоже отметил православное Рождество, но не в Монако, а в церкви Святой Троицы на станции «Беллинсгаузен». В том же году в аудиториум Ренье III в Монте-Карло была приглашена выставка болгарских икон.
В Монако есть приход Русской православной церкви в честь святых Царственных Страстотерпцев, включённый в состав Корсунской епархии. Богослужения совершаются в здании Реформатской церкви.

## Факты
- Будущая княгиня Монако Грейс Келли была вынуждена расторгнуть помолвку с дизайнером Олегом Кассини, так как его православные родители не желали принимать в семью католичку[9].